# Сипаренко Юлія Олександрівна
Ю́лія Олекса́ндрівна Сипаре́нко (нар. 22 квітня 1980, м. Київ) — українська гірськолижниця; учасниця зимових олімпійських ігор.

## З життєпису
Народилася 22 квітня 1980 року у місті Київ.
Вихованка київської ДЮСШ-15. Майстер спорту України міжнародного класу з гірськолижного спорту.
Учасниця Зимових Олімпійських ігор-2002 та Зимових Олімпійських ігор-2006.
Одружена, має сина від теперішнього шлюбу та від минулого шлюбу.
Генеральний секретар Федерації лижного спорту України. Входить до складу підкомітету FIS з гірськолижних трас та інспекторства, комітет з PR та ЗМІ.